# Benetússer
Benetússer – gmina w Hiszpanii, w prowincji Walencja, we wspólnocie autonomicznej Walencja, o powierzchni 0,78 km². W 2011 roku liczyła 14 999 mieszkańców.